# Då mitt hjärta var kallt
Då mitt hjärta var kallt är en sång med text från 1883 av Herbert Booth och musik från 1885 av Ralph E Hudson. 

## Publicerad i
- Musik till Frälsningsarméns sångbok 1907 som nr 101.
- Frälsningsarméns sångbok 1929 som nr 238 under rubriken "Jubel, erfarenhet och vittnesbörd".
- Frälsningsarméns sångbok 1968 som nr 373 under rubriken "Erfarenhet och vittnesbörd".
- Frälsningsarméns sångbok 1990 som nr 537 under rubriken "Erfarenhet och vittnesbörd".